# 尼崎駅 (JR西日本)

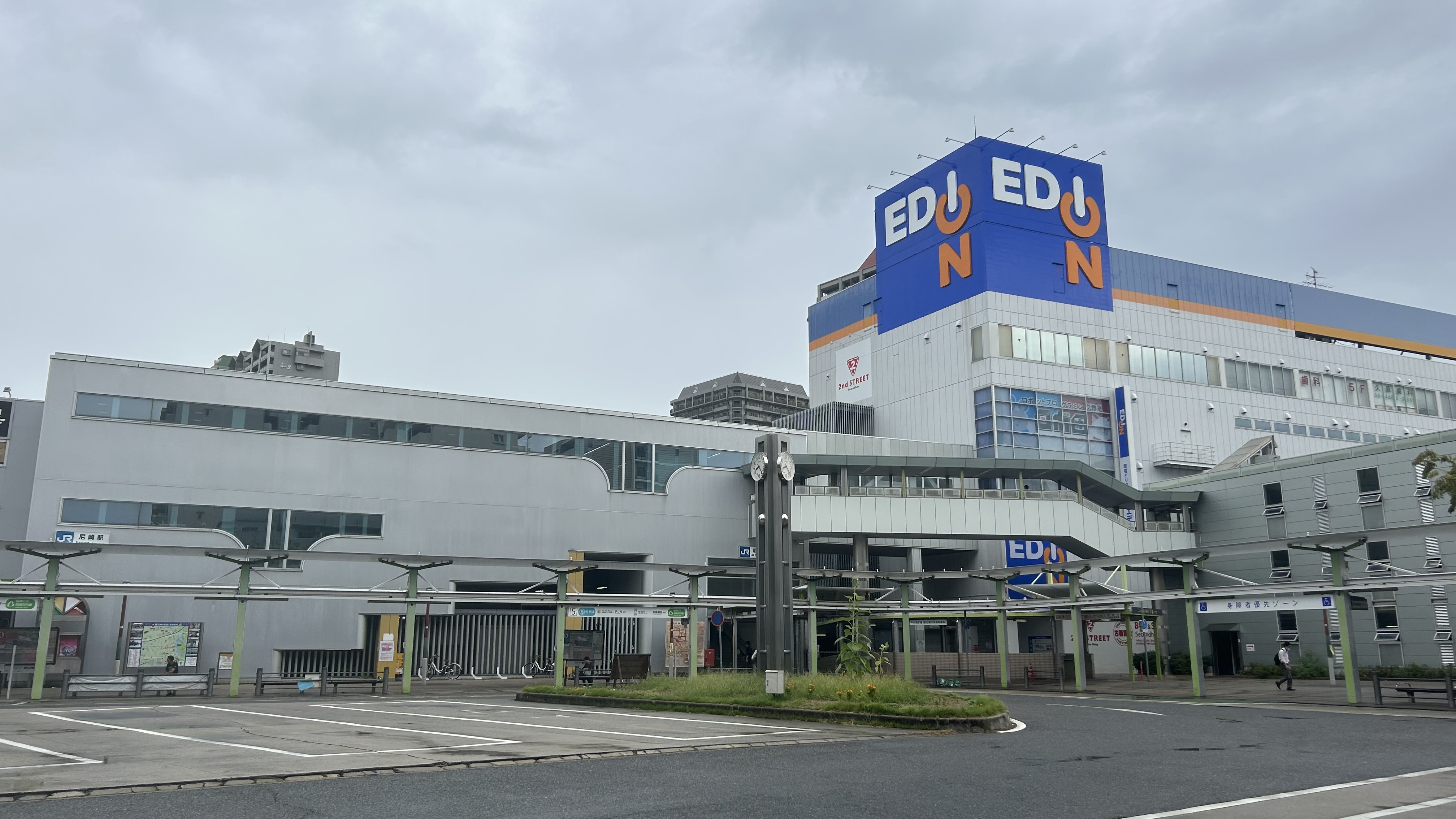
南口（2024年9月）

尼崎駅（あまがさきえき）は、兵庫県尼崎市潮江一丁目にある、西日本旅客鉄道（JR西日本）の駅である。

## 概要
神戸・宝塚・大阪・同志社前方面を相互に結ぶ結節点で、JR神戸線の特急列車、寝台特急を除く各方面に向かう全ての営業列車が停車する。アーバンネットワーク、および交通系ICカード『ICOCA』の利用エリアに含まれている。
JR線内では、兵庫県内で最東端の駅となる。第4回近畿の駅百選に選定された。近畿統括本部大阪支社に所属し駅長が配置された直営駅で、管理駅として福知山線の塚口駅と猪名寺駅を管理している。停車場に分類される。隣の塚本駅との駅間距離はJR神戸線内では最長の4.3kmである。
地元や沿線の住民の間では、同じ駅名を名乗りながら直線距離で1.8km程離れている阪神電気鉄道の尼崎駅と駅名が混同しないように「J尼」などと呼ばれることが多い。一方で阪神の駅は「阪尼（ハンアマ）」などと呼ばれ区別される。両駅は下記の路線バスで連絡している。
1936年に尼崎市と合併するまでは小田村に所在していたことから、2021年現在でも当駅周辺は「小田地区（地域）」と呼ばれる。

## 乗り入れ路線
- 東海道本線（JR神戸線、当駅の所属線[11]） - 駅番号はJR-A49。
- 福知山線（JR宝塚線、当駅起点。ただし、全列車が東海道本線またはJR東西線に直通） - 駅番号はJR-G49。
- JR東西線（当駅終点。ただし、一部を除き東海道本線または福知山線に直通） - 駅番号はJR-H49。

JR西日本では旅客案内上で独自の愛称路線名が使用されており、上記では東海道本線が「JR神戸線」の区間内に含まれている。また、福知山線も当駅から篠山口駅までの区間が「JR宝塚線」と呼ばれている。
以下では、新大阪駅を越えて運行される列車は上記の形態を考慮して「JR京都線」系統として扱う。ただし、JR宝塚線方面からの列車のうち大阪・新大阪駅終着のものについては「JR宝塚線」系統として扱う。
この他にも東海道本線支線（北方貨物線）の登記上の終点となっているが、実際にはJR東西線加島駅の地上付近（厳密には東海道本線で当駅より1つ大阪方の塚本駅の構内となる）で本線に合流している。
なお、隣の駅には特定都区市内制度における「大阪市内」に属する駅（塚本駅と加島駅）があるが、「大阪市内」発着の乗車券で乗車している場合は、大阪市外にある当駅で途中下車しないことを条件に、東海道本線・大阪駅方面とJR東西線方面との乗り換えが認められている。

## 歴史

### 開業から国鉄分割民営化まで
1874年（明治7年）6月1日に東海道本線の神崎駅（かんざきえき）として開業。駅は川辺郡東長洲村・中長洲村・潮江村にまたがって設置され、駅名は南に離れた尼崎城下ではなく、東に近接する中国街道の神崎の渡しから採用された。
1891年（明治24年）には現在の福知山線の前身にあたる川辺馬車鉄道の尼ヶ崎駅 - 伊丹駅間が開業し、当駅西方で東海道本線と交差したが、連絡線は設置されなかった。
川辺馬車鉄道は1893年（明治26年）に摂津鉄道となり、さらに摂津鉄道を買収した阪鶴鉄道が有馬口駅（現在の生瀬駅）まで延伸開業した1898年（明治31年）、大阪駅乗り入れのために阪鶴鉄道の塚口駅と東海道本線の神崎駅を結ぶ連絡線が設けられた。
尼ヶ崎駅 - 塚口駅間は阪鶴鉄道国有化後は福知山線（国有化当初は、阪鶴線と呼称）の支線として扱われ、尼崎港線・尼港線と呼ばれた。1911年（明治44年）には、この支線上にも1面1線の「神崎乗降場」が東海道本線との交差地点南側に設けられた（この時点では神崎駅と別駅扱いだが、運賃上は神崎駅と同一扱い）が、東海道本線の駅とは約300m離れていた。
1949年（昭和24年）、街の代表駅としての実状を考慮して尼崎港線の尼ヶ崎駅を尼崎港駅、神崎駅を尼崎駅に改称した。1969年に「尼崎乗降場」は当駅と同一駅扱いとなり「尼崎臨時乗降場」に変更された。
「尼崎港駅」と尼崎港線は1981年に旅客営業が廃止された後、1984年に廃止された。
本線の「尼崎駅」は、駅西側に貨物駅を持ち、また麒麟麦酒の工場や周辺の工場への専用線を持つなど、尼崎市における国鉄の貨物取り扱いが中心であった。1964年9月30日までは、当駅で折り返す東海道本線の各駅停車が運転されていたが、翌10月1日の改正で甲子園口駅まで延長された。
当駅に停車するのは、各駅停車と福知山線の快速・普通のみで、東海道本線の新快速・快速は通過していた。特急・急行列車も全て通過していたが、1981年4月の福知山線の宝塚駅までの電化の時に、急行「丹波」が1往復停車し、1986年11月1日改正で特急「北近畿」に格上げされた後も、そのままで受け継がれた。

### JR東西線の建設に伴う構内改良
JR化後も大きな変化は無く、3面9線のやや変則的な配線のままであった。しかし、JR東西線の建設に伴い当駅がJR東西線との分岐駅にもなるため、配線の変更やホーム1面の増設、駅舎の橋上駅化（地下通路は廃止）が行われた。以下、計画の概要をJR西日本がまとめた講演資料に基づき説明する（「課題」「効果」といった事項も同様）。

#### 当初の改良計画
最初の構内改良計画は1989年2月、運輸大臣より鉄道施設の変更認可を受けた。その内容は次のようなものであった。
- 駅起点方でのJR東西線と東海道線との相互乗り入れを考慮し、東海道線の内側線と外側線の間にJR東西線の線路が挟まれるようにトンネルへのアプローチを設定、配線する。
- JR東西線終点方（神戸方）は東海道線内側上下線の間に折り返し設備を1線設ける。
- 形態的には4面7線となる[注 3]。

しかし、計画作成後、福知山線と東海道本線の輸送量が予想以上に伸張したため、社内で次のような問題点が指摘された。
1. 駅西方において東海道本線大阪方外側線と福知山線尼崎方の平面交差が発生し、福知山線から東海道本線・JR東西線への直通列車がラッシュ時計10本に制限される。
2. JR東西線 - 東海道本線間の相互乗り入れ、およびJR東西線の折り返し本数が増大すると運転支障が発生する。
3. 貨物列車待避線を2番線とするため、JR東西線から当駅に進入する列車に支障が発生する。

#### 最終的に決定した改良計画
このため、最終的に決定した計画では次のような考え方が打ち出された。
1. 福知山線の上り（尼崎方面）を立体交差とし、ホームを4面7線から2線増やし4面9線とする。これは、上下線の行き先別案内を対称形とするためである[注 4]。
2. 東海道線とJR東西線の当駅折り返しを分離し、折り返し列車の集中を避ける。JR東西線は福知山線塚口駅での折り返しとする。
3. 東海道線下り線（神戸方面）貨物待避線を尼崎駅から分離し、西ノ宮駅（現在の西宮駅）に移設する。このことは、当駅の改良用地の生み出しにも資する。

次のような制約条件・要求が求められ、改良に盛り込まれた。
- ホーム長は245m（12両対応）とする。
- ホーム幅は、エスカレーター設置を考慮し、8.0mを確保する。
- 東海道線外側線の設定速度は130km/hとする。
- 分岐器は進入16番、進出12番とする[注 5]。
- 上り貨物待避線の有効長は570mを確保する。
- 東海道線外側線・JR東西線・内側線の同時進入が可能であること。
- 駅舎は尼崎市から要望のあった橋上構造とし、幅2mの地下通路を廃止して幅6mの連絡通路を設置し、キャパシティを増強する。エスカレーターのほかにエレベーターを設置し、バリアフリー化に対応する。

改良工事は1駅に対する工事としては比較的規模の大きなものとなり、大規模な切り替えだけでも22回に及んでいるが、1997年3月8日のJR東西線開業に間に合わせることができた。

#### 追加の改良
この改良で、次のような課題が社内で意識された。
- 東海道線内側線列車とJR東西線 - 福知山線直通列車：同一ホームで乗り換え可能となったのに対して
- 福知山線 - 東海道線（大阪方）間の直通列車と、JR東西線 - 東海道線（神戸方）間の直通列車：同一ホーム乗り換えできない

このため、当駅の大阪方にJR東西線 - 東海道本線内側線を結ぶ渡り線が追加され、1997年9月1日のダイヤ改正より使用を開始した。この改良で上記の問題は解決し、各ホームの行き先を統一した。また、一連の改良計画を扱った発表は日本鉄道施設協会より「総合技術講演会最優秀論文」を受賞した。

#### その後
最初の改良の以前、福知山線上り線は駅西方の貨物線群北側を沿っていた。最初の計画でもその経路を踏襲していたが、計画変更を行った際、貨物線群南側を回り込む下り線に平行する形に変更された。このため、上り線は駅西北の名神高速道路南側の地点に半径304mの曲線が設定された。半径300m程度の曲線は日本の在来狭軌鉄道としては珍しいものではないが、2005年4月25日にJR福知山線脱線事故が発生した後には、「魔のカーブ」として事故当初から一部マスコミがこの経路変更を問題視した。5年後、遺族団体が鉄道事故調査委員会の調査報告を検証する過程で、当該区間の運転経験がある運転士にアンケートを行った。このアンケートに回答した者の21.5%が速度超過の経験があったことや、41.5%が事故前より当該のカーブへATSを設置するべきと考えていたことなどが明らかになっている。
ダイヤ面からは、改良工事後当駅での折り返し列車が復活し、JR神戸線の新快速・快速に加え、福知山線の特急も全列車停車するようになった。このことで乗降客はさらに増加基調が続いた。貨物取り扱いは専用線の廃止や麒麟麦酒の工場の移転などもあって、後に廃止されている。

### 貨物取り扱い
かつて当駅は日本貨物鉄道（JR貨物）の駅（国鉄時代は貨物取り扱い駅）であり、駅周辺の工場から多くの専用線が当駅に接続していた。専用線はクボタ阪神工場・神崎製紙神崎工場・麒麟麦酒尼崎工場・住友軽金属工業工場へ続くものがあった。
このうち最後まで使用されていたのは駅東側にある神崎製紙（当時は新王子製紙、現在の王子製紙）神崎工場へ続く専用線であった。この線は、東海道本線の北側に沿って東へ向かい、本線の盛土下を通り抜けて、その南側にある工場へ至っていた。主に有蓋車による紙製品の発送で使用されていたため、当駅から飯田町駅へ向かう貨物列車も運行されていたが、コンテナ化により1995年（平成7年）9月29日の発送をもって専用線は廃止された。これに伴い、当駅を発着する定期貨物列車も廃止された。
定期列車が廃止された後も、阪急電鉄が保有する専用線が敷設されていた。立花駅寄りにあるアルナ工機が製造した鉄道車両の搬出用に使用されていたが、2001年（平成13年）11月の発送をもって廃止された。

### 年表
- 1874年（明治7年）6月1日：官設鉄道（現：東海道本線）の大阪駅 - 西ノ宮駅（現在の西宮駅）間に「神崎駅」として新設開業[11]。
- 1895年（明治28年）4月1日：線路名称制定。東海道線（1909年より東海道本線）の所属となる。
- 1898年（明治31年）6月8日：阪鶴鉄道（現在の福知山線）の当駅 - 塚口駅間が開業[17]。
- 1907年（明治40年）8月1日：阪鶴鉄道が国有化され、国有鉄道のみの駅になる[17]。
- 1909年（明治42年）10月12日：線路名称制定。当駅を含む東海道線にあたる区間を東海道本線、旧・阪鶴鉄道が阪鶴線となる。
- 1911年（明治44年）9月6日：尼ヶ崎駅（のちの尼崎港駅） - 塚口駅間に「神崎乗降場」を開設[4]（運賃計算や時刻表上では当駅と同一扱い）。
- 1912年（明治45年）3月1日：線路名称改定。当駅を含む阪鶴線福知山駅以南が福知山線に改称される。
- 1918年（大正7年）8月1日：吹田駅への貨物支線（北方貨物線にあたる）が開業[18][19]。
- 1949年（昭和24年）1月1日：尼崎駅に改称[1][17]。「神崎乗降場」も「尼崎乗降場」に改称[4]。
- 1953年（昭和28年）6月18日：神崎製紙神崎工場（新王子製紙神埼工場→現：王子製紙神崎工場）への専用線が開通[20]。
- 1967年（昭和42年）10月1日：貨物支線 当駅 - 尼崎市場駅間が開通[21]。
- 1969年（昭和44年）4月30日：「尼崎乗降場」を統合し「尼崎臨時乗降場」とする[5]。
- 1980年（昭和55年）10月1日：当駅 - 尼崎市場駅間が廃止[21]。
- 1981年（昭和56年）4月1日：尼崎港線の旅客営業廃止により「尼崎臨時乗降場」を廃止[5]。
- 1986年（昭和61年）11月1日：（新聞紙を除く）荷物扱いを廃止[11]。
- 1987年（昭和62年）4月1日：国鉄分割民営化により、JR西日本・JR貨物の駅となる[17]。
- 1988年（昭和63年）3月13日：路線愛称の制定により、東海道本線で「JR神戸線」、東海道本線の大阪駅 - 当駅間および福知山線の当駅 - 篠山口駅間で「JR宝塚線」の愛称を使用開始。
- 1995年（平成7年）
  - 1月17日：阪神・淡路大震災により、営業休止。
  - 1月18日：大阪駅 - 当駅間が営業再開。
  - 1月19日：当駅 - 甲子園口駅間が営業再開。
  - 9月29日：王子製紙神崎工場が貨車輸送を終了[22]。
  - 11月25日：橋上駅舎および7・8番ホームの供用を開始[23]。
- 1997年（平成9年）
  - 3月8日：JR東西線の当駅 - 京橋駅間が開業。JR神戸線の新快速・快速がすべて停車するようになる。また、当駅で折り返す列車の設定も復活。JR神戸線標準接近メロディ「さざなみ」導入[24]。
  - 9月1日：改良工事がすべて完成。JR宝塚線方面の特急と急行「だいせん」がすべて停車するようになる。
- 2002年（平成14年）7月29日：JR京都・神戸線運行管理システム導入[25]。
- 2003年（平成15年）11月1日：交通系iCカード「ICOCA」の利用が可能となる。
- 2005年（平成17年）
  - 4月25日：福知山線（JR宝塚線）の当駅 - 塚口駅間のカーブでJR福知山線脱線事故が発生。福知山線の当駅 - 宝塚駅間が不通となる。
  - 6月19日：福知山線の当駅 - 宝塚駅間が55日ぶりに復旧。
- 2006年（平成18年）4月1日：JR貨物の駅が正式に廃止[26]。
- 2008年（平成20年）
  - 3月15日：おおさか東線の放出駅 - 久宝寺駅間の部分開業によるダイヤ改正に伴い、新設された直通快速の発着駅となる。
  - 3月30日：異常時情報提供ディスプレイが設置される（使用開始は4月1日）。
- 2014年（平成26年）
  - 6月28日：新橋上駅舎の一部が供用開始。
  - 11月29日：新橋上駅舎（東口）が全面供用開始。
- 2015年（平成27年）3月12日：入線警告音の見直しに伴い、接近メロディをJR神戸線標準接近メロディ「さざなみ」の音質見直し版に再び変更する[27]。
- 2018年（平成30年）3月17日：駅ナンバリングが導入され、使用を開始する[28]。
- 2019年（平成31年）3月16日：おおさか東線の新大阪駅 - 放出駅間の開業によるダイヤ改正に伴い、直通快速の当駅 - 放出駅間の運転を取りやめる。
- 2025年（令和7年）6月1日：管理駅再編に伴い、宝塚管理駅と管区統合を実施し宝塚統括駅が発足。同日より宝塚駅の管理下に。

## 駅構造
島式4面8線のホームを有する地上駅で、橋上駅舎を有する。南北の自由通路を挟み東西に、改札（東口・西口）が配置されている。
トイレは東・西改札内にある。
改札内にはJR西日本の子会社が経営する書店やカフェ等が設けられ、改札外には食品スーパー、セブン-イレブン Heart･in等が入居している。
3路線共に、方向別にホームが1つ以上割り当てられており、有効長は全て12両編成分。ホーム間は跨線橋で連絡している。

### のりば
乗り入れ路線の項にあるように、大阪方面は直通運転先の路線名で記載する。
| のりば  | 路線                 | 行先                         | 備考                                                                   |
| ------- | -------------------- | ---------------------------- | ---------------------------------------------------------------------- |
| 1       | JR神戸線             | 三ノ宮・姫路方面             | 新快速・一部の快速                                                     |
| 2       | JR宝塚線             | 宝塚・三田・篠山口方面       | 丹波路快速・快速・区間快速・一部の普通                                 |
| 2       | 福知山線 特急        | 福知山・城崎温泉・天橋立方面 | 特急「こうのとり」                                                     |
| 3       | JR宝塚線             | 宝塚・三田・篠山口方面       | 快速・区間快速・普通                                                   |
| 3・4    | JR神戸線             | 三ノ宮・姫路方面             | 快速・普通                                                             |
| 5・6    | JR京都線             | 大阪・京都方面               | 快速・普通（塚本停車）                                                 |
| 5・6・7 | JR東西線・学研都市線 | 北新地・京橋・四条畷方面     | 快速・区間快速・普通                                                   |
| 7       | JR宝塚線             | 大阪・京都方面               | 特急「こうのとり」・丹波路快速・快速・区間快速・一部の普通（塚本通過） |
| 8       | JR京都線             | 大阪・京都方面               | 新快速・一部の快速                                                     |

上記の他に、8番のりばの北隣にもホームのない待避線（9番線）がある。

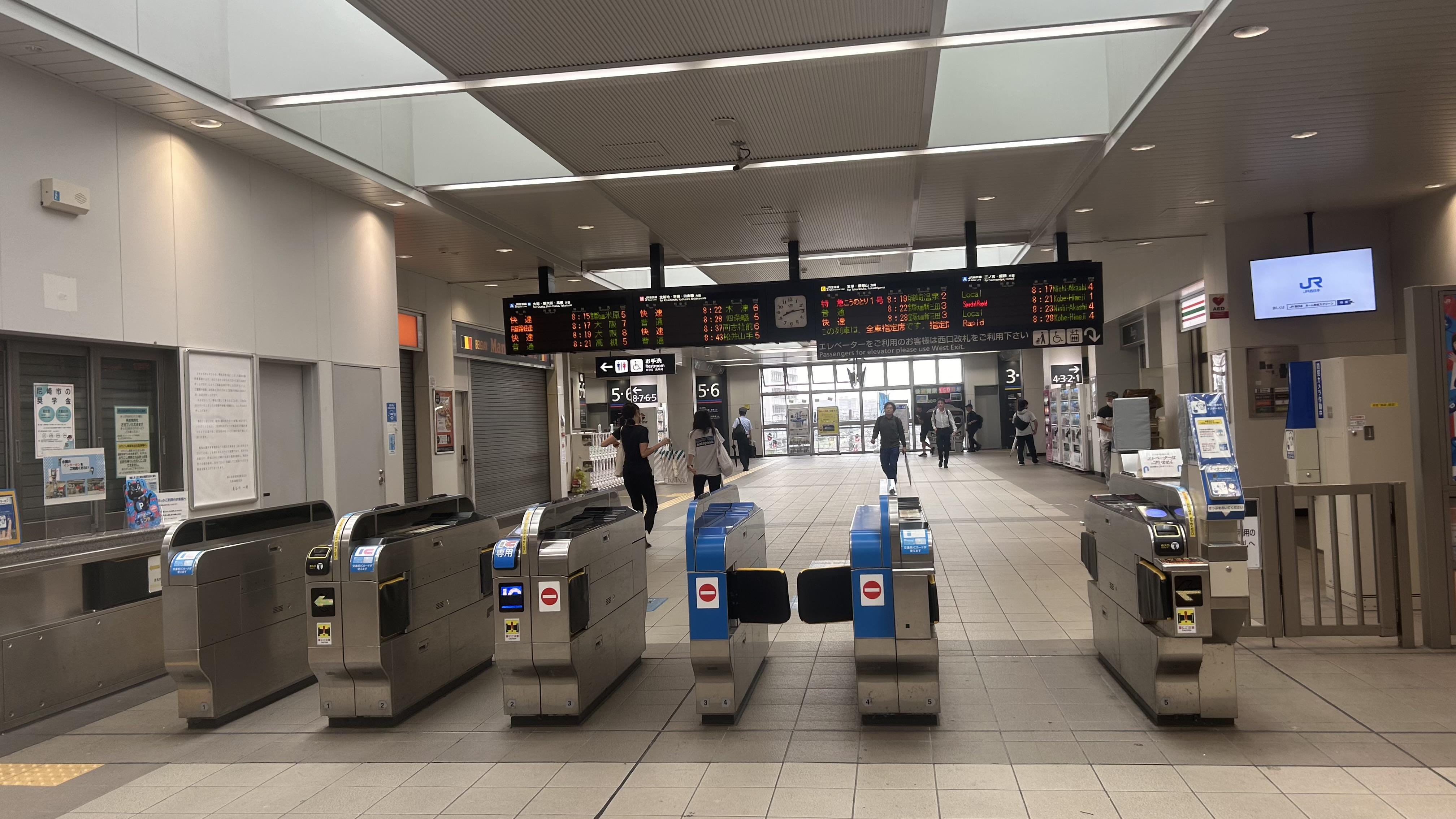
東改札口（2024年9月）
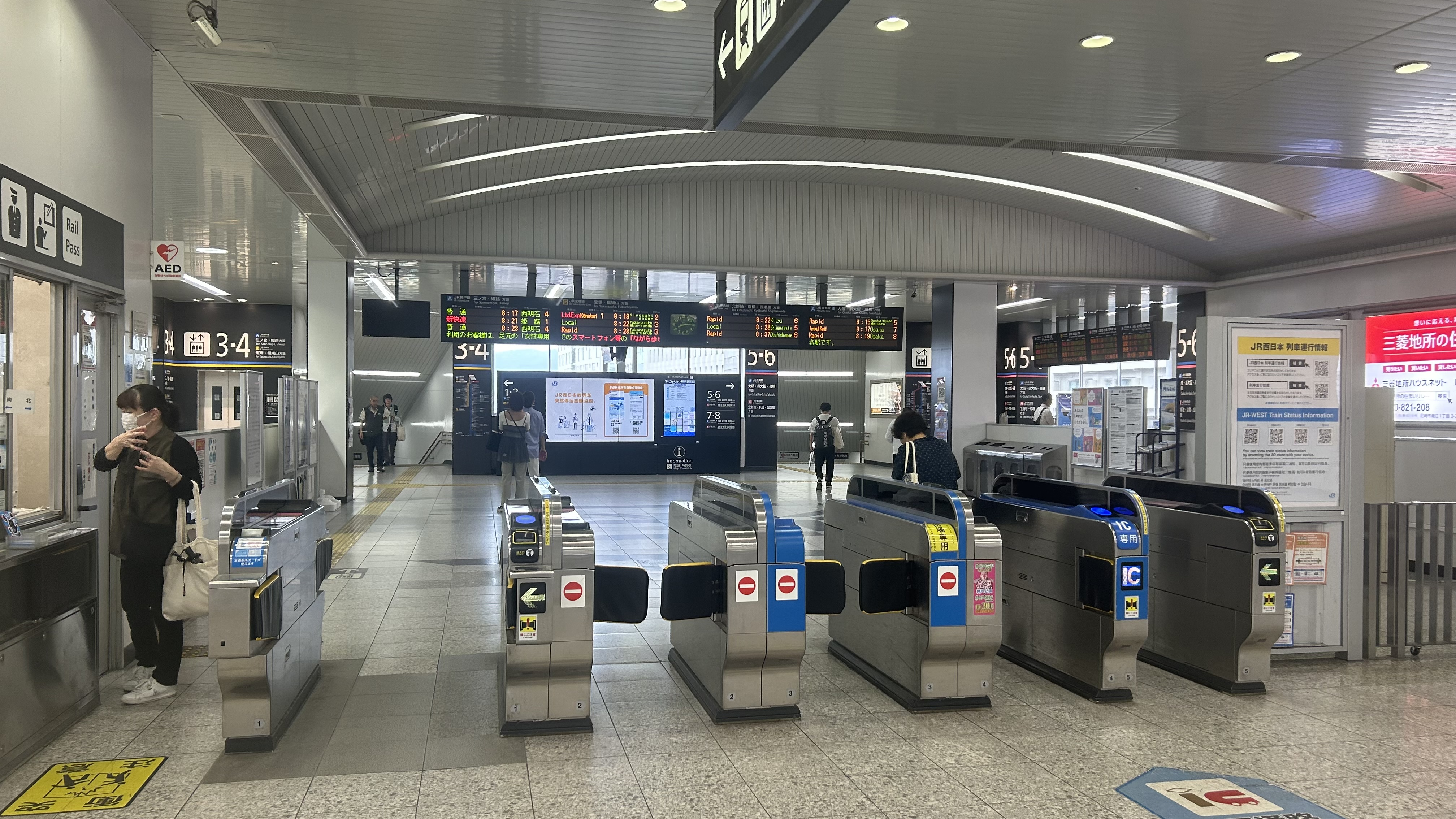
西改札口（2024年9月）
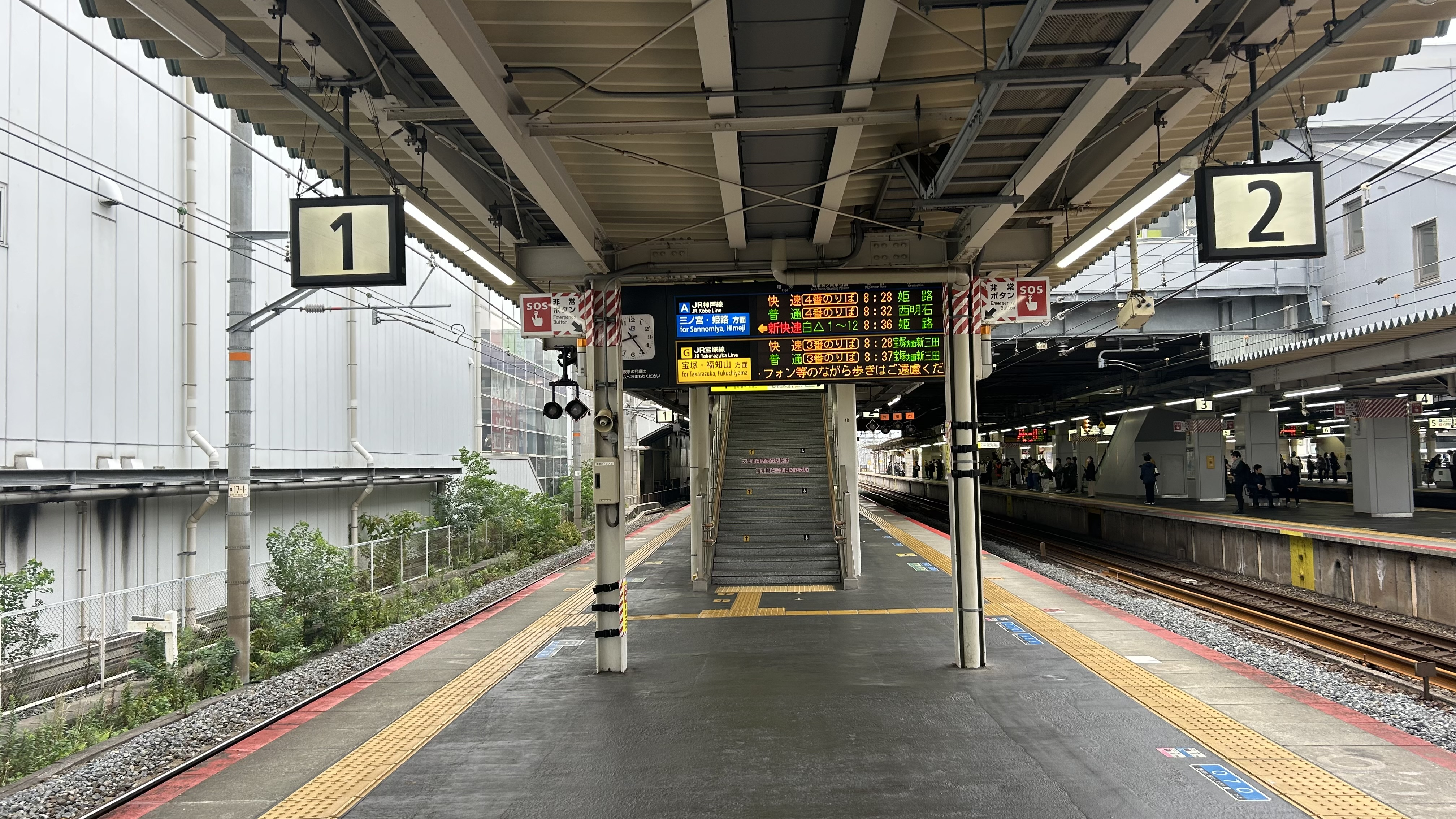
1・2番乗り場ホーム（2024年9月）
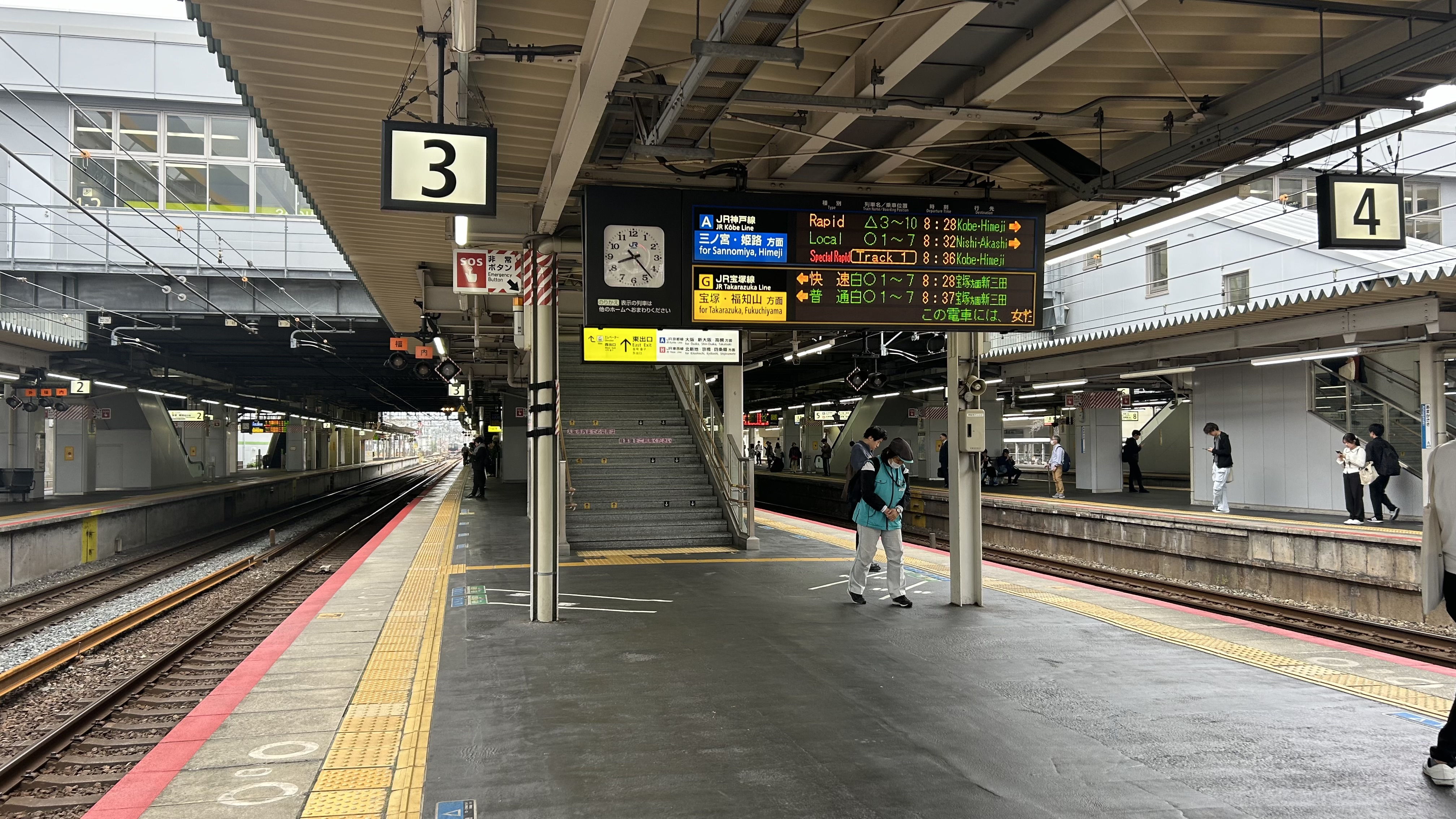
3・4番乗り場ホーム（2024年9月）
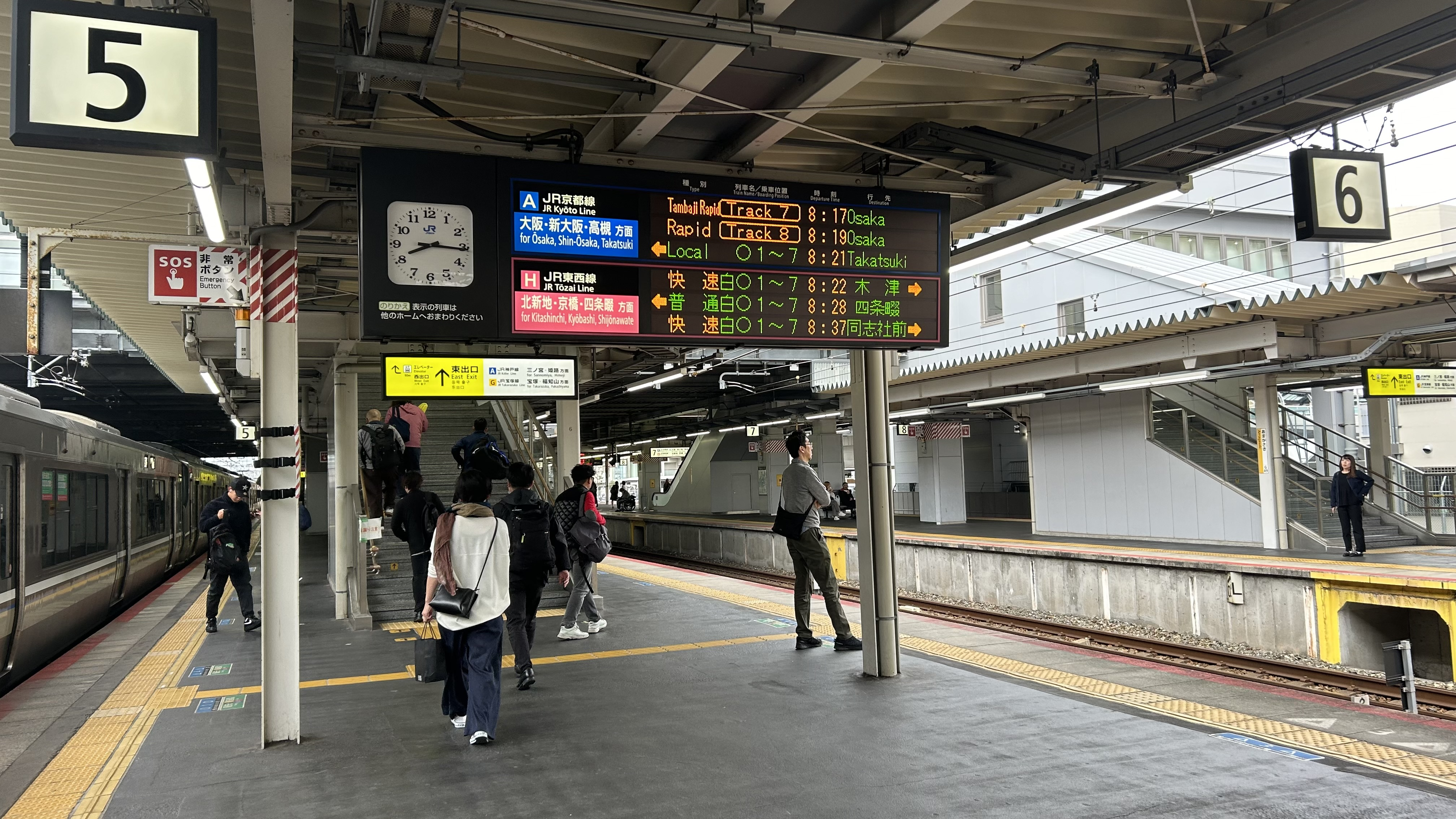
5・6番乗り場ホーム（2024年9月）
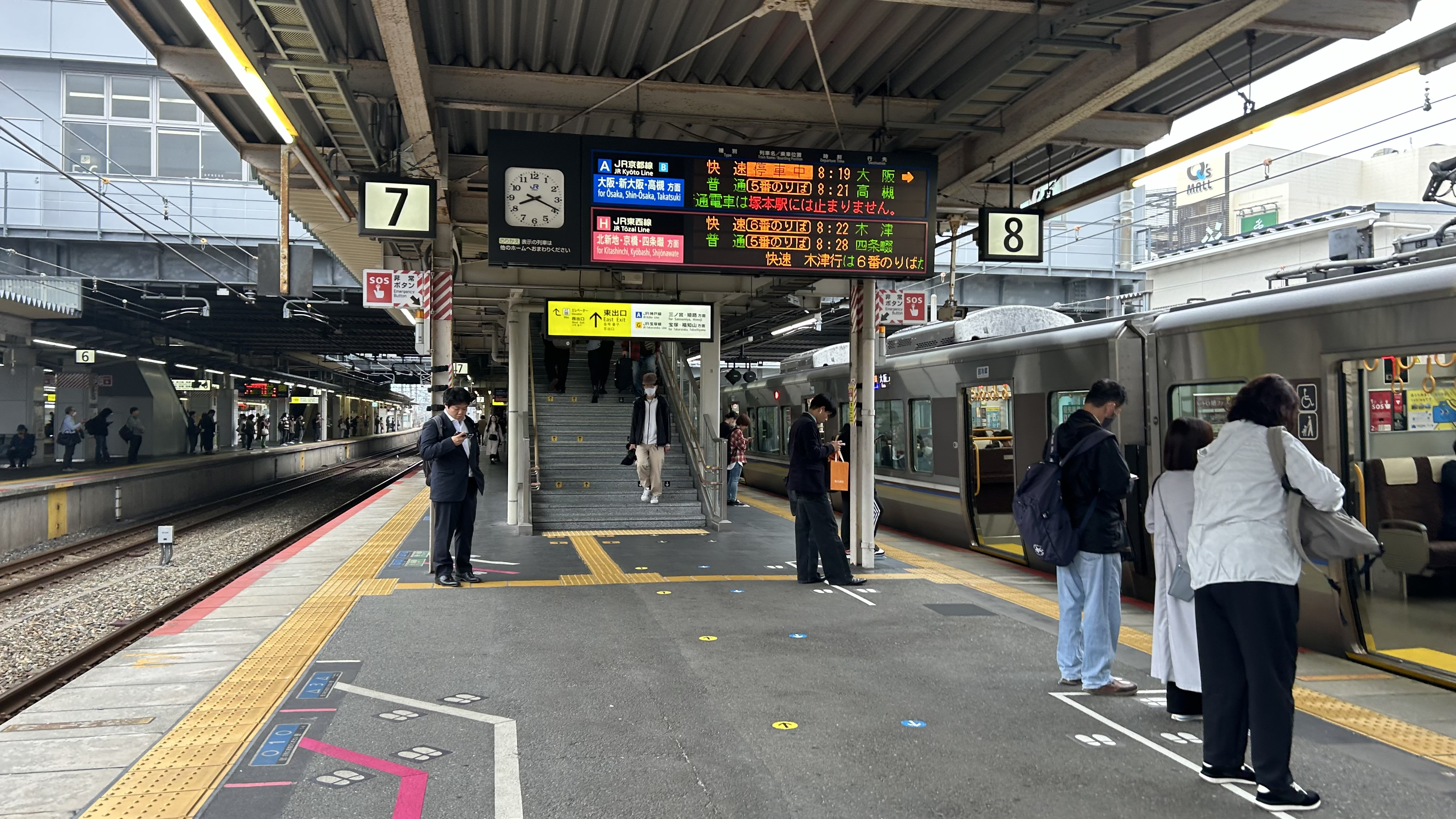
7・8番乗り場ホーム（2024年9月）
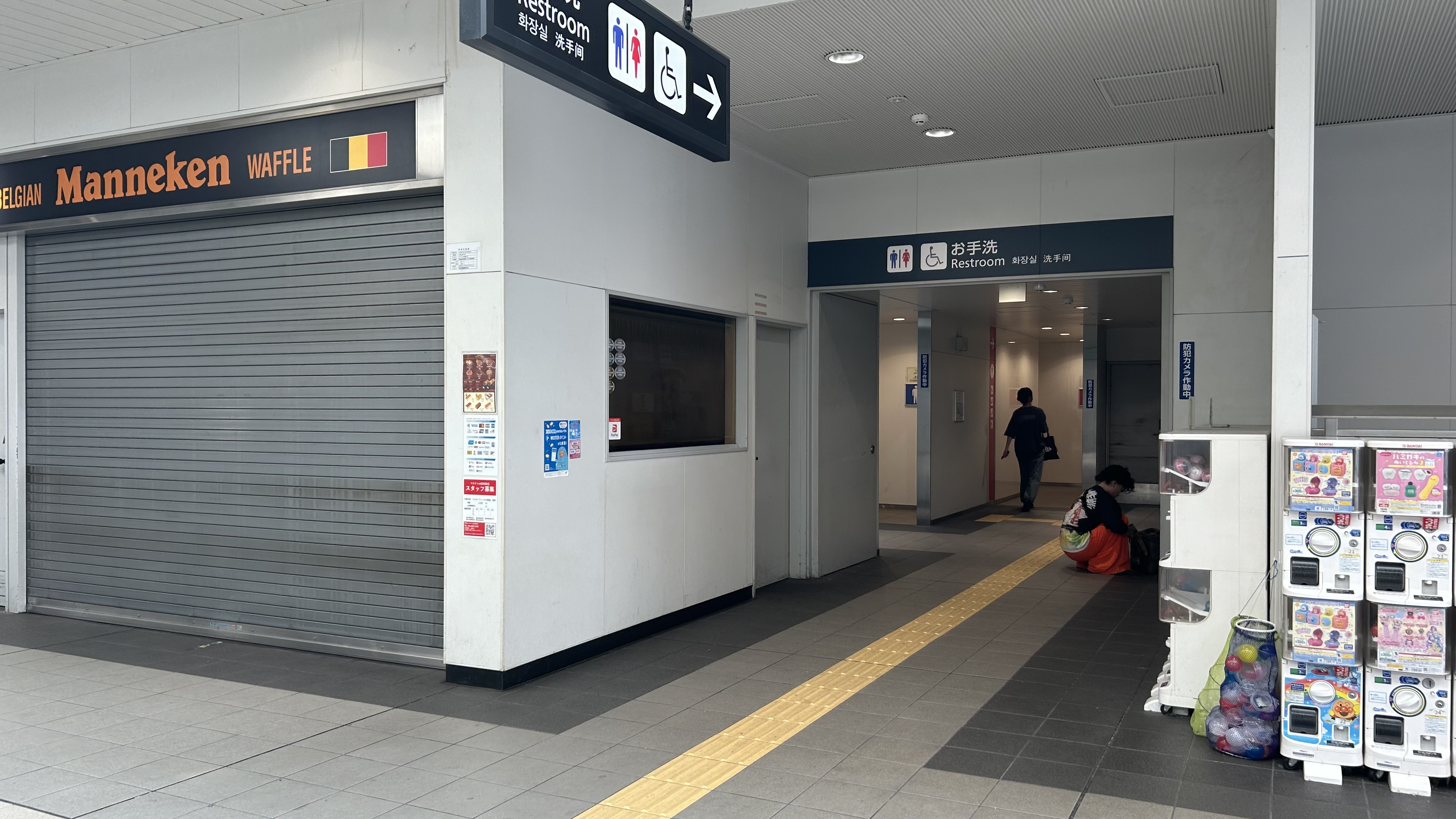
東改札内トイレ
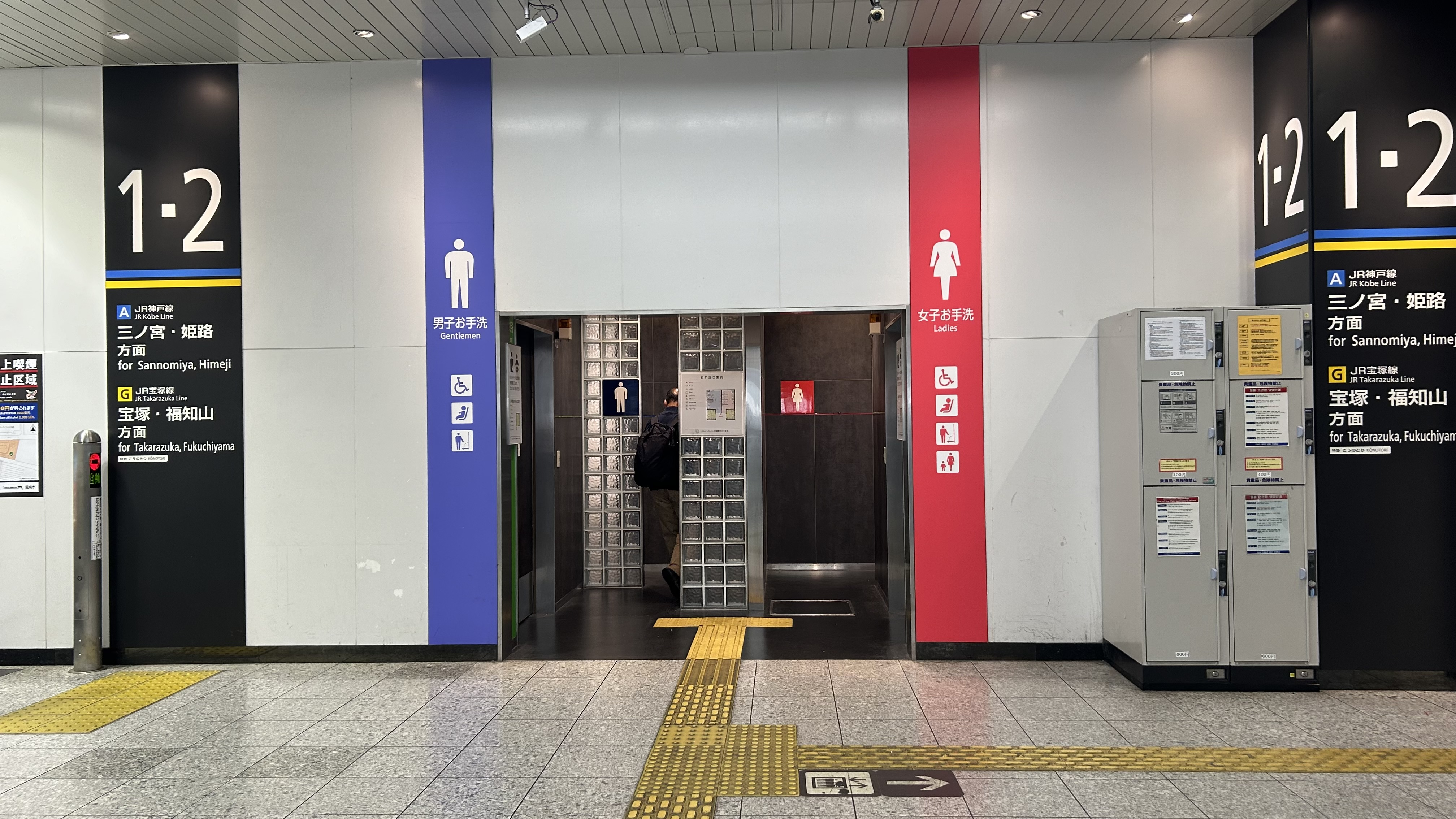
西改札内トイレ

### 備考
JR神戸線の本線は、外側線が1・8番線、内側線が4・5番線となる。JR宝塚線及びJR東西線の本線は、2・7番線である。
- 下り外側線からは1・2番線に、JR東西線下り線からは2・3・4番線に、下り内側線からは3・4番線に、到着できる
- 下り外側線へは1・2番線から、JR宝塚線下り線へは2・3番線から、下り内側線へは2・3・4番線から、発車できる
- 上り外側線からは9・8番線に、JR宝塚線上り線からは9・8・7・6番線に、上り内側線からは7・6・5番線に、到着できる
- 上り外側線へは9・8・7番線から、JR東西線上り線へは7・6・5番線から、上り内側線へは6・5番線から、発車できる
- 駅西方への引き上げ線へは、4・5番線にのみつながっている。

## ダイヤ
3路線が乗り入れるため、各方面への列車の接続が考慮され、列車によっては対面乗り換えが可能となっている。
- JR京都線 - JR宝塚線系統の普通は3・6番のりばに、JR東西線 - JR神戸線系統の普通は4・5番のりばに発着し、相互接続を行う。当駅上り方のポイントで転線し平面交差するため、上り方での同時発着はできない。下り方では同時発着が可能。
- JR東西線 - JR宝塚線系統の快速・区間快速・普通は3番・6番のりばに発着し、JR京都線 - JR神戸線系統の快速・普通と相互接続を行う（ラッシュ時は2番・7番のりばにも発着する）。
- 朝のラッシュ時に当駅止まりとなる電車は主に4番のりばに到着し、駅西方の引き上げ線で折り返して5番のりばから発車する。2・3番のりばに到着した場合は、配線の関係で当駅では折り返せないため、塚口駅や新三田駅まで回送される。

各路線の詳細は以下の通り。

### JR神戸線・JR京都線
- 新快速および朝ラッシュ時の外側線運転の快速は1・8番のりばに発着する。新快速は当駅では他列車との相互接続は行われず、JR東西線 - JR神戸線電車と階段接続を行うのみである。
- JR京都線 - JR神戸線系統の内側線運転の快速・普通は4・5番のりばに発着する。朝ラッシュ時の一部は3・6番のりばに発着する（JR東西線の当駅発着電車が4・5番のりばを使用する場合など）。
- 日中は1時間に16本（新快速と快速がそれぞれ4本と普通が8本）が停車する。
  - 普通は当駅で半数が入れ替わりとなる（JR京都線 - JR宝塚線電車とJR東西線 - JR神戸線電車が相互接続）。上りはJR神戸線→JR京都線の電車は後の快速よりも摂津富田駅まで先に到着する。JR宝塚線→JR京都線の電車は1分後に発車する新快速と大阪駅・新大阪駅にほぼ同時刻に到着する。下りはJR京都線→JR神戸線の電車は後の快速よりも須磨駅または朝霧駅まで、JR東西線→JR神戸線の電車は後の快速よりも須磨海浜公園駅まで先に到着する。
  - 内側線経由の快速は後の新快速よりも、下りは神戸駅まで先着、加古川駅でさらに一本あとの新快速と接続、上りは高槻駅まで先着、後の新快速が湖西線経由の場合は大津駅以東各駅に先に到着、あとの新快速が琵琶湖線経由の場合は野洲駅でさらに一本あとの新快速と接続を取る。

### JR宝塚線
- 新大阪駅発着の特急「こうのとり」、および大阪駅発着の丹波路快速・快速・区間快速・普通は2・7番のりばに発着する(土休日の一部を除く）。朝ラッシュ時上りの一部は8番のりばに発着する。大阪駅 - 当駅間は外側線運転のため、普通でも塚本駅は通過する。
- 丹波路快速、快速、区間快速は、下記の塚口止まりを除き、宝塚まで停車駅が同じ。
- 区間快速と快速には2つの系統が存在し、大阪駅発着系統とJR東西線直通系統が設定されている。日中と一部の時間帯の場合、大阪駅発着系統はJR東西線直通系統と異なり隣の塚口駅には停車しない。
- 日中は1時間に12 - 13本（区間快速（大阪駅発着系統）・区間快速（JR東西線直通系統）・普通がそれぞれ4本と特急「こうのとり」0 - 1本）が停車する。
  - 大阪駅発着の区間快速は新三田・篠山口方面まで運行する。宝塚行きの下り普通は当駅を出ると終点まで先に到着する。
  - JR東西線からの区間快速は隣の塚口駅で折り返す。
  - また、当駅から大阪駅まではJR神戸線、JR宝塚線に合わせて日中は1時間に20 - 21本が停車する。

### JR東西線・学研都市線
- 日中は1時間に8本（区間快速・普通が4本ずつ）が停車する。いずれの種別もJR東西線内は各駅に停車し、区間快速および朝晩の快速は、京橋駅から先の学研都市線内でのみ通過運転を行う。普通は四条畷駅まで、後続の区間快速よりも先に到着する。
- JR東西線内は全列車が各駅に停車するため、塚口始発を除くJR神戸線・JR宝塚線からの直通列車は、当駅で学研都市線内の種別・列車番号に変更する。塚口行きを除くJR東西線から両線に直通する列車は、京橋駅で種別・列車番号が変更されている。
- 2019年3月15日まで当駅を発着していたおおさか東線経由の直通快速は2番のりば（土休日の一部は3番のりば）に到着し、7番のりばから発車していた。

## 利用状況
2023年（令和5年）度の1日平均乗車人員は43,506人で、JR西日本の駅では明石駅に次いで第15位（兵庫県内に限れば三ノ宮駅・神戸駅・姫路駅・明石駅に次ぐ第5位）。尼崎市内の駅としては最多で、阪神電車の尼崎駅より利用者数が多い。
JR東西線開業までは同市内の立花駅より利用者が少なかったが、その前後からの約30年間のうち利用者が減少したのは新型コロナウイルスの影響を受けた2020年度のみで、ほぼ常に増加傾向が続いている。
各年度の1日平均乗車人員は下表の通りである。
| 年度               | 1日平均 乗車人員 | 増加率 | 順位 | 定期利用状況 | 定期利用状況 | 出典            | 出典          | 出典          |
| 年度               | 1日平均 乗車人員 | 増加率 | 順位 | 1日平均      | 定期率       | JR西日本        | 兵庫県        | 尼崎市        |
| ------------------ | ---------------- | ------ | ---- | ------------ | ------------ | --------------- | ------------- | ------------- |
| 1995年（平成07年） | 24,223           |        |      | 15,523       | 64.1%        |                 | [ 兵庫県 1 ]  |               |
| 1996年（平成08年） | 24,274           | 0.2%   |      | 15,707       | 64.7%        |                 | [ 兵庫県 2 ]  |               |
| 1997年（平成09年） | 26,546           | 9.4%   |      | 17,178       | 64.7%        |                 | [ 兵庫県 3 ]  |               |
| 1998年（平成10年） | 27,830           | 4.8%   |      | 17,748       | 63.8%        |                 | [ 兵庫県 4 ]  |               |
| 1999年（平成11年） | 28,520           | 2.5%   |      | 17,887       | 62.7%        |                 | [ 兵庫県 5 ]  |               |
| 2000年（平成12年） | 30,107           | 5.6%   |      | 18,844       | 62.6%        |                 | [ 兵庫県 6 ]  |               |
| 2001年（平成13年） | 30,520           | 1.4%   |      | 19,127       | 62.7%        |                 | [ 兵庫県 7 ]  |               |
| 2002年（平成14年） | 30,769           | 0.8%   |      | 19,262       | 62.6%        |                 | [ 兵庫県 8 ]  |               |
| 2003年（平成15年） | 32,626           | 6.0%   |      | 20,710       | 63.5%        |                 | [ 兵庫県 9 ]  |               |
| 2004年（平成16年） | 33,078           | 1.4%   |      | 21,426       | 64.8%        |                 | [ 兵庫県 10 ] |               |
| 2005年（平成17年） | 33,506           | 1.3%   |      | 22,001       | 65.7%        |                 | [ 兵庫県 11 ] |               |
| 2006年（平成18年） | 34,499           | 3.0%   |      | 22,631       | 65.6%        |                 | [ 兵庫県 12 ] | [ 尼崎市 1 ]  |
| 2007年（平成19年） | 35,610           | 3.2%   |      | 23,443       | 65.8%        |                 | [ 兵庫県 13 ] | [ 尼崎市 1 ]  |
| 2008年（平成20年） | 36,496           | 2.5%   |      | 24,324       | 66.6%        |                 | [ 兵庫県 14 ] | [ 尼崎市 1 ]  |
| 2009年（平成21年） | 38,959           | 6.7%   |      | 25,546       | 65.6%        |                 | [ 兵庫県 15 ] | [ 尼崎市 1 ]  |
| 2010年（平成22年） | 40,085           | 2.9%   |      | 26,347       | 65.7%        |                 | [ 兵庫県 16 ] | [ 尼崎市 1 ]  |
| 2011年（平成23年） | 40,679           | 1.5%   |      | 26,898       | 66.1%        |                 | [ 兵庫県 17 ] | [ 尼崎市 2 ]  |
| 2012年（平成24年） | 41,793           | 2.7%   |      | 27,629       | 66.1%        |                 | [ 兵庫県 18 ] | [ 尼崎市 3 ]  |
| 2013年（平成25年） | 42,921           | 2.7%   | 18位 | 28,872       | 67.3%        | [ JR西日本 1 ]  | [ 兵庫県 19 ] | [ 尼崎市 4 ]  |
| 2014年（平成26年） | 43,071           | 0.4%   | 18位 | 29,393       | 68.2%        | [ JR西日本 2 ]  | [ 兵庫県 20 ] | [ 尼崎市 5 ]  |
| 2015年（平成27年） | 44,125           | 2.4%   | 18位 | 30,112       | 68.2%        | [ JR西日本 3 ]  | [ 兵庫県 21 ] | [ 尼崎市 6 ]  |
| 2016年（平成28年） | 44,733           | 1.4%   | 18位 | 30,393       | 67.9%        | [ JR西日本 4 ]  | [ 兵庫県 22 ] | [ 尼崎市 7 ]  |
| 2017年（平成29年） | 45,110           | 0.8%   | 18位 | 30,735       | 68.1%        | [ JR西日本 5 ]  | [ 兵庫県 23 ] | [ 尼崎市 8 ]  |
| 2018年（平成30年） | 45,439           | 0.7%   | 17位 | 31,121       | 68.5%        | [ JR西日本 6 ]  | [ 兵庫県 24 ] | [ 尼崎市 9 ]  |
| 2019年（令和元年） | 45,927           | 1.1%   | 17位 | 31,666       | 68.9%        | [ JR西日本 7 ]  | [ 兵庫県 25 ] | [ 尼崎市 10 ] |
| 2020年（令和02年） | 37,656           | -18.0% | 16位 | 27,861       | 74.0%        | [ JR西日本 8 ]  | [ 兵庫県 26 ] | [ 尼崎市 11 ] |
| 2021年（令和03年） | 38,064           | 1.1%   | 15位 | 27,269       | 71.6%        | [ JR西日本 9 ]  | [ 兵庫県 27 ] | [ 尼崎市 12 ] |
| 2022年（令和04年） | 41,721           | 9.6%   | 15位 | 28,618       | 68.6%        | [ JR西日本 10 ] | [ 兵庫県 28 ] | [ 尼崎市 13 ] |
| 2023年（令和05年） | 43,506           | 4.3%   | 15位 |              |              | [ JR西日本 11 ] |               |               |

## 駅周辺

### 駅北側（潮江地区）

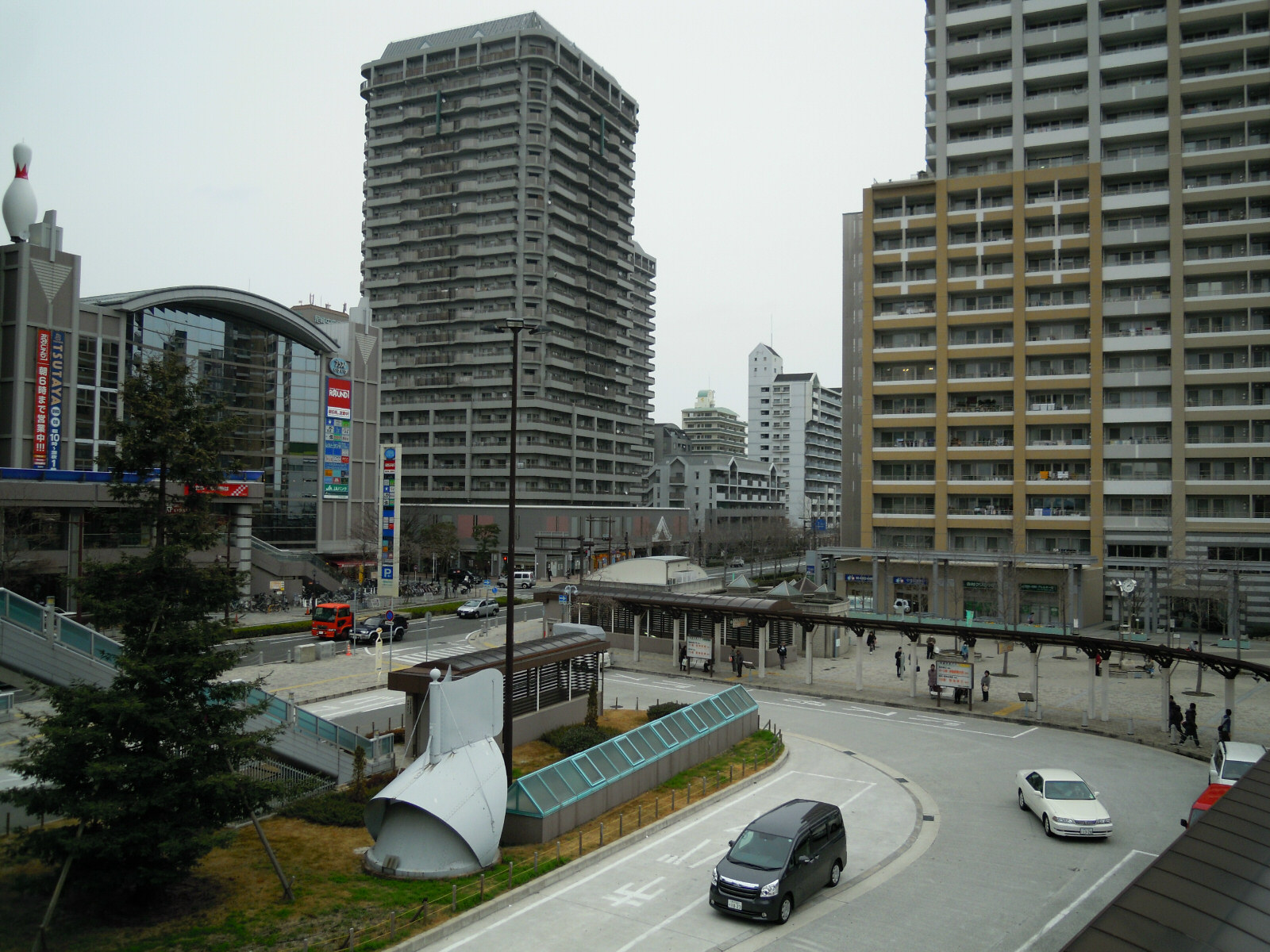
北口

- 兵庫県尼崎東警察署
- あまがさきキューズモール
- アミング潮江
- ホテルヴィスキオ尼崎
- 尼崎市小田公民館
- 尼崎市立小田北生涯学習プラザ
- 尼崎潮江郵便局
- 尼崎中央病院
- 尼崎新都心病院
- 関西国際大学 尼崎キャンパス
- クボタ阪神工場

### 駅南側（長洲地区）
駅前は北側よりも小規模な、飲食店などが立地する商業地で、駅西側は工業地となっているがマンションなどの土地利用転換が見られる。
- 尼崎市役所小田支所
- 尼崎長洲本通郵便局
- 梅花東幼稚園、梅花幼稚園
- 尼崎市立清和小学校
- 尼崎市記念公園
  - ベイコム総合体育館
  - ベイコム野球場
  - ベイコム陸上競技場
- ヤンマー 尼崎工場
  - Jリーグ・セレッソ大阪が育成組織の練習で使用するサッカー練習場も併設されている。

## バス路線
阪神バス尼崎市内線が乗り入れる。一部は尼崎交通事業振興（ATS社）と共同運行または管理委託。11・12番が幹線、その他が地域線と区別されている。
阪神バスののりばは北口と南口に3か所ずつあり、1・2・3番のりばが北口の「JR尼崎（北）」、4・5・6番のりばが南口の「JR尼崎（南）」となっている。
また、阪神バス以外ののりばは南口に2か所ある。
担当営業所の「共管」は塚口営業所と武庫営業所の共管を指す。塚口担当の割合が高い。
| のりば | のりば | 担当 | 系統・行先                         | 備考                                   | ATS社 |
| ------ | ------ | ---- | ---------------------------------- | -------------------------------------- | ----- |
| 北     | 1      | 塚口 | 11番：阪急園田（南）/塚口営業所前  | 平日夜1本は塚口営業所前止まり          | 共同  |
| 北     | 1      | 塚口 | 12番：阪急塚口                     | 若王寺経由                             |       |
| 北     | 2      | 共管 | 48-2番：阪急武庫之荘（北）         | 平日は日中のみの運行                   |       |
| 北     | 2      | 塚口 | 58番：阪急塚口                     | 平日のみ運行。尾浜経由                 |       |
| 北     | 3      | 塚口 | 11番：阪神尼崎（北）               | 西長洲経由                             | 共同  |
| 北     | 3      | 塚口 | 12番：阪神杭瀬                     | 工業高校以降は南発の24番などと同一経路 |       |
| 南     | 4      | 塚口 | 23番：阪神尼崎（北）               | 一部始発便あり                         | 委託  |
| 南     | 4      | 武庫 | 48番：阪急武庫之荘（北）           | 平日朝夕のみ運行                       |       |
| 南     | 4      | 塚口 | 50・50-2番：阪神出屋敷             |                                        |       |
| 南     | 4      | 塚口 | 50-3番：尼崎総合医療センター正門前 | 平日のみ運行                           |       |
| 南     | 4      | 塚口 | 50-4番：武庫川                     |                                        |       |
| 南     | 4      | 共管 | 55番：阪急武庫之荘（南）           |                                        |       |
| 南     | 5      | 塚口 | 23番：戸ノ内                       |                                        | 委託  |
| 南     | 5      | 塚口 | 24・AD3番：阪急園田（北）          |                                        | 委託  |
| 南     | 6      | 塚口 | 24番：阪神杭瀬                     | 常光寺経由                             | 委託  |
| 南     | 6      | 塚口 | 50-2番：阪神杭瀬                   | 平日のみ運行。24番と経由地は同様       |       |
| 南     | 6      | 塚口 | 51番：阪神杭瀬                     | 日中のみ運行。東大物町1丁目経由        |       |
| 南     | 6      | 共管 | 52番：コスモ工業団地前方面         | 朝と土休日夕方に運行                   |       |
| 南     | 6      | 共管 | 52A番：コスモ工業団地前            | 平日夕方3本のみ運行                    |       |
| 南     | 6      | 塚口 | AD3番：尼崎ドライブスクール前      |                                        |       |

### その他
- 競馬場ファンバス（南口・1番のりば）
  - 園田競馬場（阪急バス園田競馬線） ※園田競馬開催日のみ運行
- 空港リムジンバス（南口・2番のりば）
  - 関西国際空港（阪神バス・関西空港交通共同運行）

## 隣の駅
西日本旅客鉄道（JR西日本）
 JR神戸線（東海道本線）
■新快速
大阪駅 (JR-A47) - 尼崎駅 (JR-A49) - 芦屋駅 (JR-A54)
■快速
大阪駅 (JR-A47) - 尼崎駅 (JR-A49) - 西宮駅 (JR-A52)
■普通
塚本駅 (JR-A48)/(JR東西線) - 尼崎駅 (JR-A49) - 立花駅 (JR-A50)
 JR宝塚線（福知山線、大阪駅方面で東海道本線〈JR京都線〉に直通）
- 特急「こうのとり」停車駅

■丹波路快速・■快速（下記以外）・■区間快速（下記以外）
大阪駅 (JR-G47)/(JR東西線) - 尼崎駅 (JR-G49) - 伊丹駅 (JR-G52)
■快速（JR東西線経由、塚口駅発着）・■区間快速（JR東西線経由、塚口駅発着）
（加島駅 (JR-H48) -） 尼崎駅 (JR-H49・JR-G49) - 塚口駅 (JR-G50)
■普通
大阪駅 (JR-G47) - 塚本駅 (JR-G48)/(JR東西線) - 尼崎駅 (JR-G49) - 塚口駅 (JR-G50)
 JR東西線
■快速
加島駅 (JR-H48) - 尼崎駅 (JR-H49・JR-G49) （- JR宝塚線）
■区間快速
加島駅 (JR-H48) - 尼崎駅 (JR-H49・JR-G49) （- 塚口駅 (JR-G50)）
■普通
加島駅 (JR-H48) - 尼崎駅 (JR-H49・JR-A49/JR-G49) （- JR神戸線/JR宝塚線）
東海道本線貨物支線（北方貨物線、原則旅客運行なし）
宮原操車場 - （塚本駅） - 尼崎駅

### かつて存在した路線
日本国有鉄道
福知山線（尼崎港線）
塚口駅 - 尼崎駅（尼崎臨時乗降場） - 金楽寺駅
東海道本線貨物支線
尼崎駅 - （貨）尼崎市場駅

### 記事本文